# John K. Wells
John K. Wells (* 22. Mai 1878; † 17. April 1949) war ein US-amerikanischer Filmschaffender. Er agierte vor allem in den frühen 1920er Jahren in Australien, wohin er im Jahre 1919 zusammen mit Wilfred Lucas reiste, um als dessen Regieassistent zu arbeiten. Dort arbeitete er auch an verschiedenen Produktionen mit dem Silbermedaillengewinner der Olympischen Spiele von 1908, dem Australier Snowy Baker, zusammen.

## Leben und Karriere

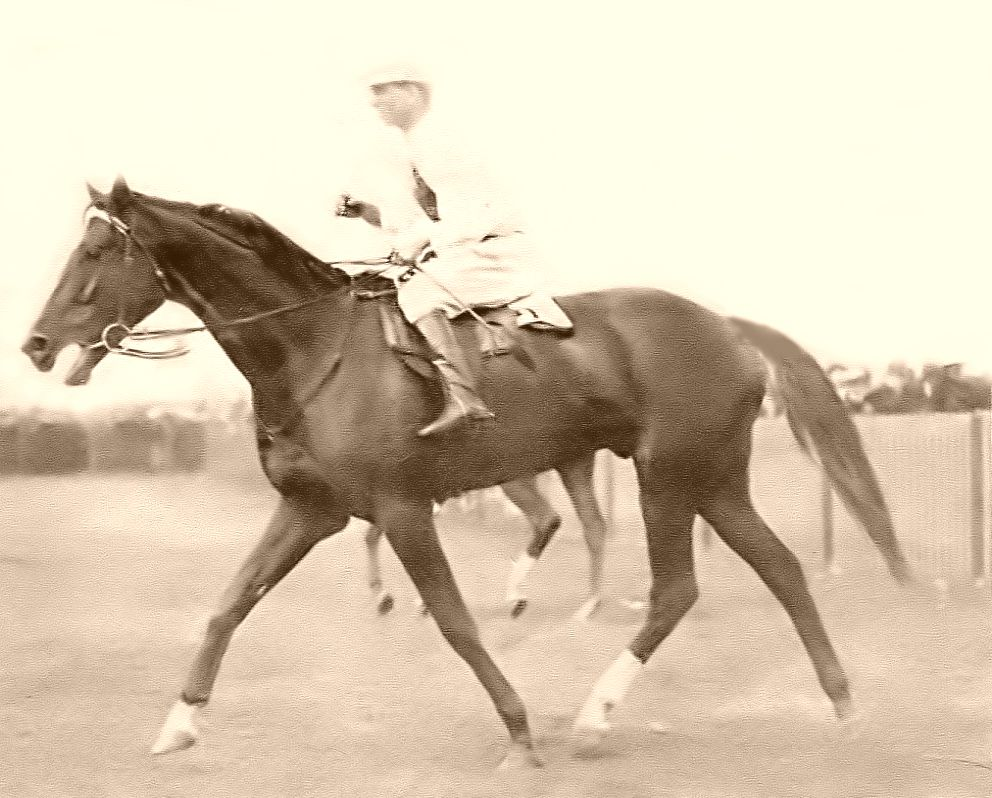
Das Rennpferd Kennaquhair, das 1921 am Film Silks and Saddles mitwirkte.

Wells wurde im Jahre 1878 geboren; über sein weiteres Leben ist nur wenig bekannt. Im Jahre 1919 reiste er mit dem eigentlichen Schauspieler Wilfred Lucas, der im Laufe seiner von etwa 1908 bis 1940 andauernden Schauspielkarriere in über 400 verschiedenen Produktionen mitwirkte und sich nebenbei auch als Filmschaffender bemühte, nach Australien, um Lucas dort als Regieassistent zu unterstützen. Der im 35-mm-Filmformat gedrehte Stummfilm The Man from Kangaroo war der erste Film, bei dem John K. Wells nachweislich als Regieassistent von Lucas arbeitete. Der 35-mm-Film des Melodrams, das seine Premiere am 24. Januar 1920 in Australien und am 1. November 1921 in den Vereinigten Staaten hatte, hatte dabei eine Filmlänge 1371,60 Meter. Noch im gleichen Jahr wurde am 28. August der Stummfilm The Man from Snowy River veröffentlicht, bei dem Wells zusammen mit dem Australier Beaumont Smith an der Regie arbeitete. Beim einstündigen Film über den Snowy River, einem großen Fluss im Südosten Australiens, gab Wells zugleich auch sein Regiedebüt. Ein Jahr später feierte das Drama Silks and Saddles seine Premiere. Bei dem Film führte Wells nicht nur die Regie, sondern war auch am Drehbuch, am Schnitt und als Produzent beteiligt. Der Film handelte von der Gesellschaft rund um die vor allem in Australien populären Pferderennen und zeigt neben dem damals erfolgreichen Rennpferd Kennaquhair auch ein Flugzeug, das extra für die Dreharbeiten für eine Woche gemietet wurde. Dies war auch eines der ersten Male, dass ein Flugzeug in einem australischen Film zum Einsatz kam.

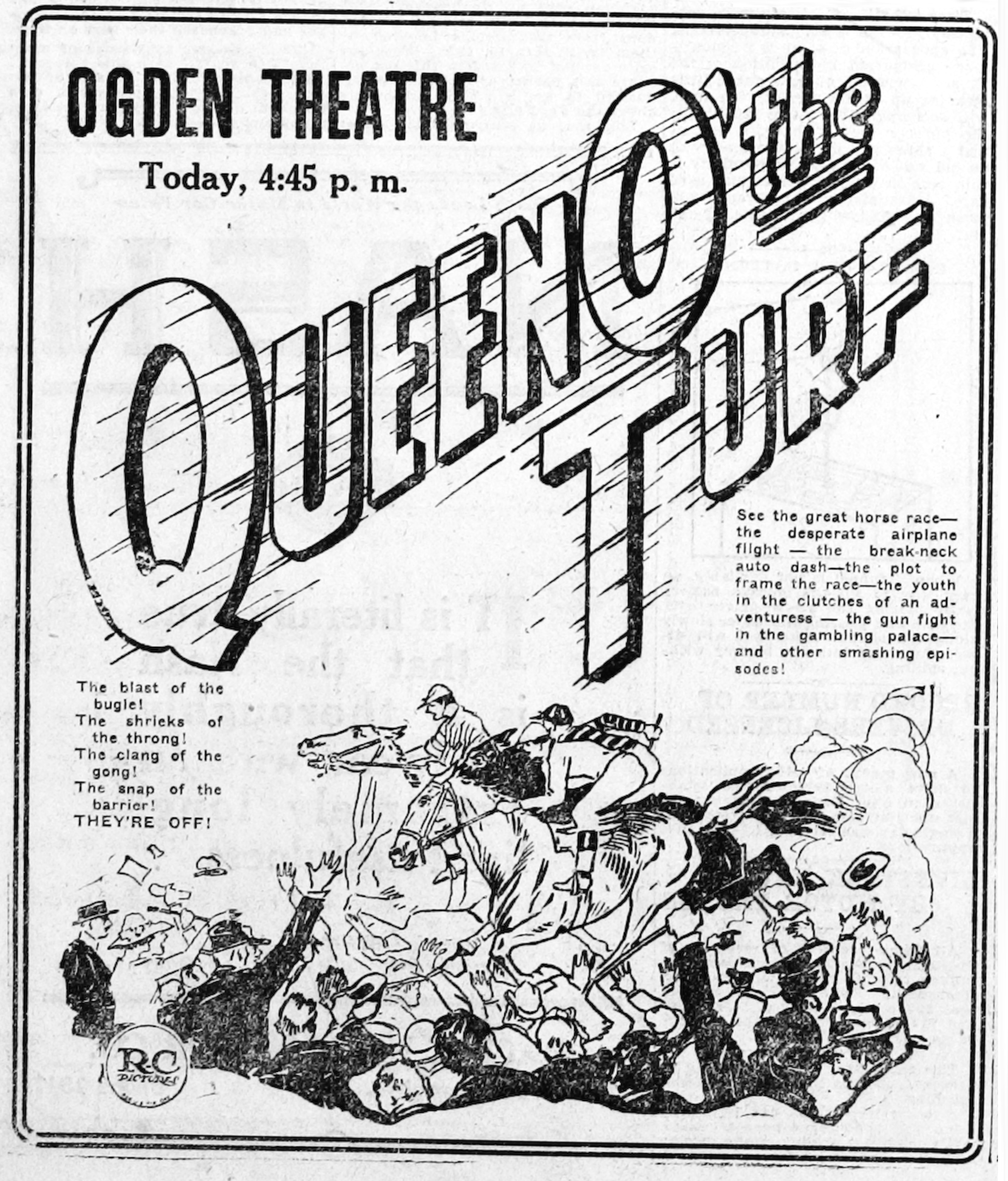
US-amerikanisches Filmplakat zu Silks and Saddles; dort kam der Film unter dem Titel Queen o' Turf bzw. Queen of the Turf heraus.

Des Weiteren arbeitete Wells 1921 ein weiteres Mal an der Seite von Wilfred Lucas, als er bei The Shadow of Lightning Ridge abermals als Regieassistent in Erscheinung trat. Dies war nach The Man from Kangaroo auch der zweite Film in Folge, an dem der ehemalige Olympiateilnehmer und Silbermedaillengewinner Snowy Baker mitwirkte. Der Stummfilm, der bereits Anfang des Jahres 1920 abgedreht wurde und erst über ein Jahr später veröffentlicht wurde, war zu dieser Zeit ein großer Erfolg in Australien und wurde deshalb auch in den Vereinigten Staaten ausgestrahlt. Im Jahre 1923 kehrte er wieder in sein Heimatland zurück; danach wurde es weitgehend ruhig um John K. Wells. Erst im Jahre 1937 wurde eine weitere Produktion, an der Wells beteiligt war, veröffentlicht. Bei der romantischen Komödie Living on Love von Lew Landers lieferte Wells die Romanvorlage, die schließlich vom späteren oscarnominierten Franklin Coen als Drehbuch adaptiert wurde. Der Film ist ein Remake des vier Jahre zuvor veröffentlichten Rafter Romance, zu dem folglich ebenfalls Wells die Romanvorlage beisteuerte. Nach 1937 ist keine weitere nennenswerte Produktion, an der John K. Wells mitgewirkt haben könnte, mehr bekannt. Am 17. April 1949 verstarb Wells, rund einen Monat vor seinem 71. Geburtstag, und wurde am Wells Cemetery an der Malpass Corner im Pender County im US-Bundesstaat North Carolina beerdigt. Er hinterließ seine Ehefrau Ida Laura (1882–1968), sowie sechs seiner sieben Kinder. Das drittjüngste Kind der beiden verstarb bereits im Jahre 1928 im Alter von neun Jahren.

## Filmografie
- 1920: The Man from Kangaroo (Regieassistenz)
- 1920: The Man from Snowy River (Co-Regie mit Beaumont Smith)
- 1921: Silks and Saddles (Regie, Drehbuch, Schnitt, Produktion)
- 1921: The Shadow of Lightning Ridge (Regieassistenz)
- 1933: Rafter Romance (Romanvorlage)
- 1937: Living on Love (Romanvorlage)